# Marathwada

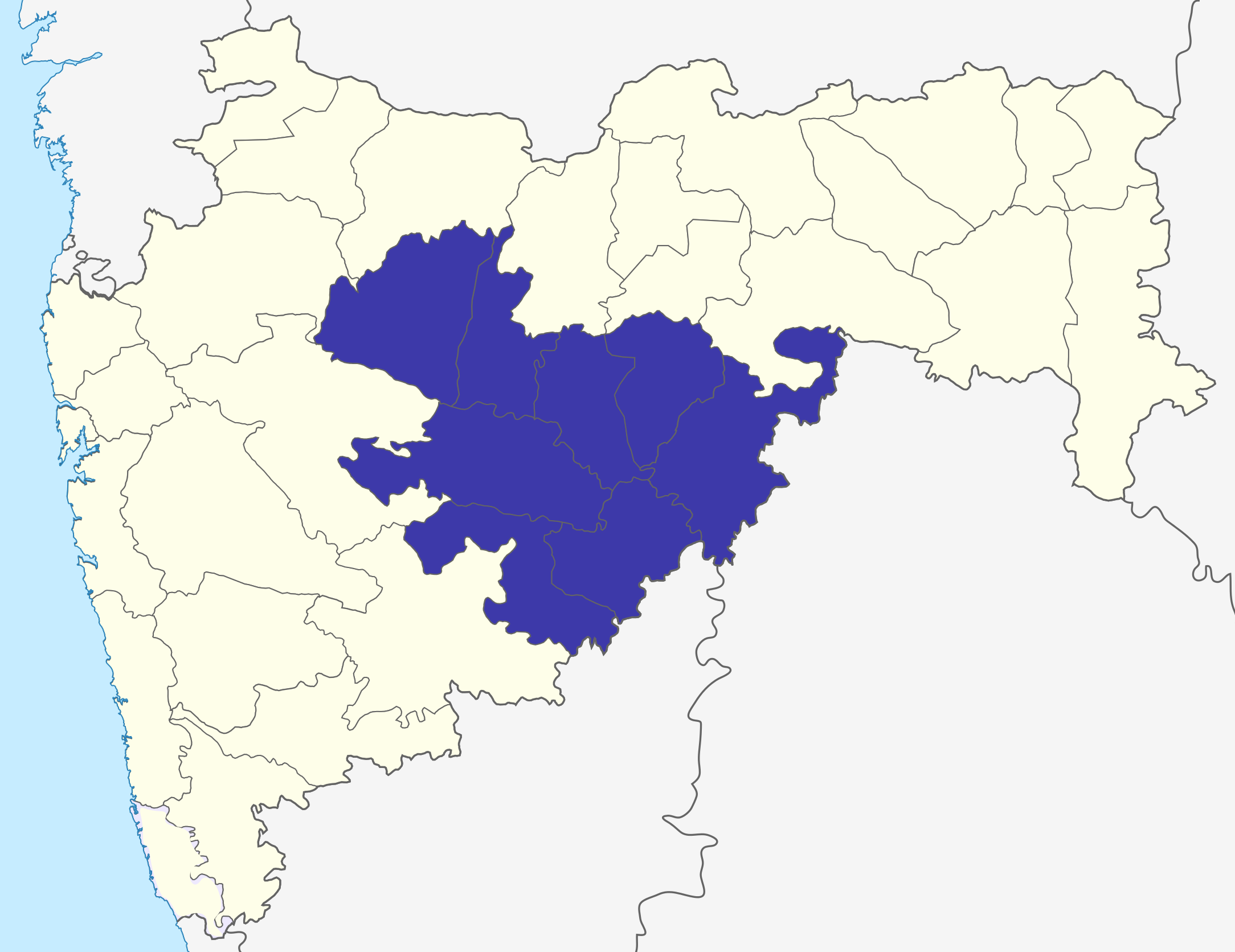
Region Marathwada innerhalb des indischen Bundesstaats Maharashtra

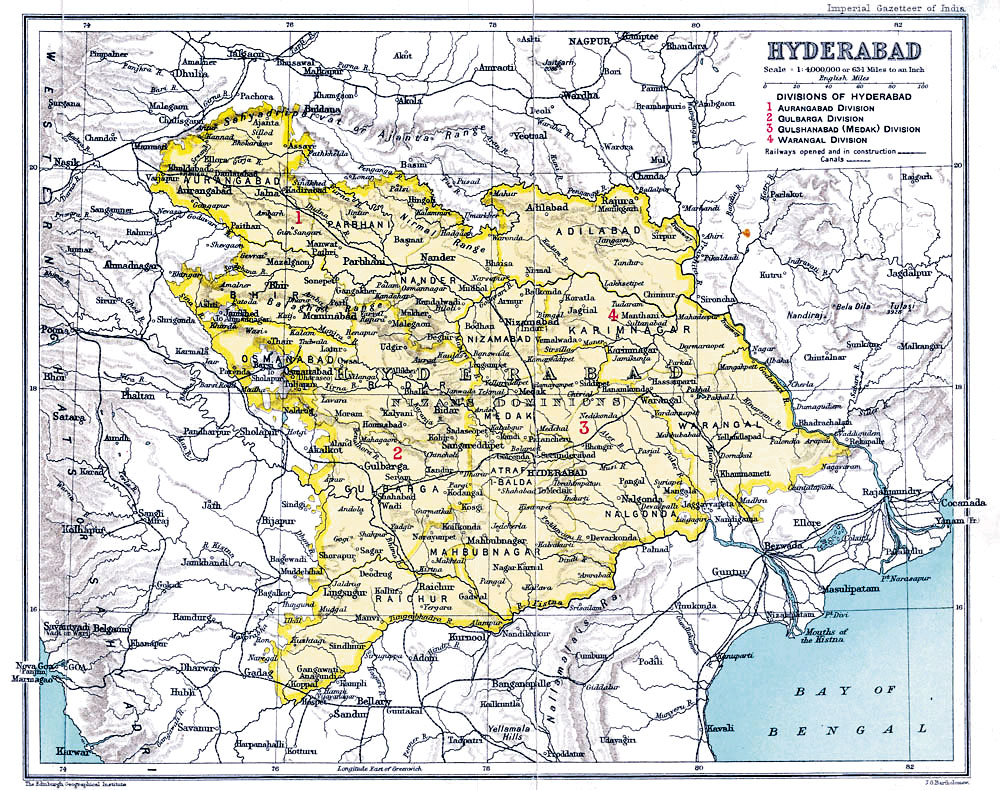
Fürstenstaat Hyderabad (1909); die Region Marathwada bildet den nordwestlichen Teil

Marathwada (Marathi: मराठवाडा) ist eine historische Region im heutigen indischen Bundesstaat Maharashtra; sie gehörte von 1724 bis 1956 zum Fürstenstaat Hyderabad, ist flächenmäßig nahezu identisch mit der heutigen Aurangabad (Division) und zählt ca. 20 Millionen Einwohner.

## Geografie
Die ungefähr 64.000 km² große Region Marathwada liegt auf dem ca. 500 bis 800 m hochgelegenen Dekkan-Plateau und nimmt den Südosten von Maharashtra ein. Zu ihr gehören die heutigen 8 Distrikte Aurangabad, Nanded, Latur, Parbhani, Jalna, Beed, Hingoli und Osmanabad. Wichtigste Städte sind Aurangabad, Nanded-Waghala und Latur. Der wichtigste Fluss ist die Godavari, die jedoch in der Region Marathwada – trotz überdurchschnittlicher jährlicher Niederschlagsmengen von 750 bis 900 mm – mit Ausnahme des Manjira keine größeren Nebenflüsse hat.

## Geschichte
In der Phase des Niedergangs des Mogulreiches, welches das Gebiet seit dem ausgehenden 17. Jahrhundert beherrschte, machte sich der hiesige Statthalter Asaf Jah I., der den Titel Nizām al-Mulk (= „Ordner des Reiches“) trug, im Jahr 1724 de facto unabhängig und gründete den Fürstenstaat Hyderabad, der jedoch allmählich unter britischen Einfluss geriet. Während in und um Hyderabad hauptsächlich Telugu gesprochen wurde, sprach man im Nordwesten Marathi – aus dieser Situation heraus erhielt das Gebiet den Namen Marathwadi („Häuser der Marathen“). Nach der indischen Unabhängigkeit (1947) blieb es beim Hyderabad State, wurde jedoch 1956 im Rahmen des States Reorganisation Act dem Bombay State zugeschlagen, aus dem seinerseits im Jahr 1960 die Bundesstaaten Maharashtra und Gujarat hervorgingen.

## Sehenswürdigkeiten
Vor allem in und um die Stadt Aurangabad befinden sich die bedeutendsten Sehenswürdigkeiten der Region Marathwada: die buddhistischen Höhlenklöster von Ellora und Ajanta zählen zu den beeindruckendsten ganz Indiens, die Festungsstadt Daulatabad und die Grabstätten von Khuldabad erinnern an die spätmittelalterliche und neuzeitliche Phase der Dominanz des Islam. In der gesamten Region gibt es so gut wie keinen mittelalterlichen Hindu-Tempel mehr, denn sie wurden bei den Dekkan-Feldzügen Aurangzebs geschleift; lediglich der nur halb zerstörte Tempel von Aundha Nagnath erinnert an diese Zeit. Viele Tempel, darunter der Grishneshwar-Jyotirlinga-Tempel bei Ellora oder die Tempel von Ambajogai oder Tuljapur, wurden vom 17. bis 19. Jahrhundert komplett oder in wesentlichen Teilen erneuert. Der Hazur Sahib Sikh-Gurdwara in Nanded gehört zu den wichtigsten religiösen Zentren der Glaubensgemeinschaft.

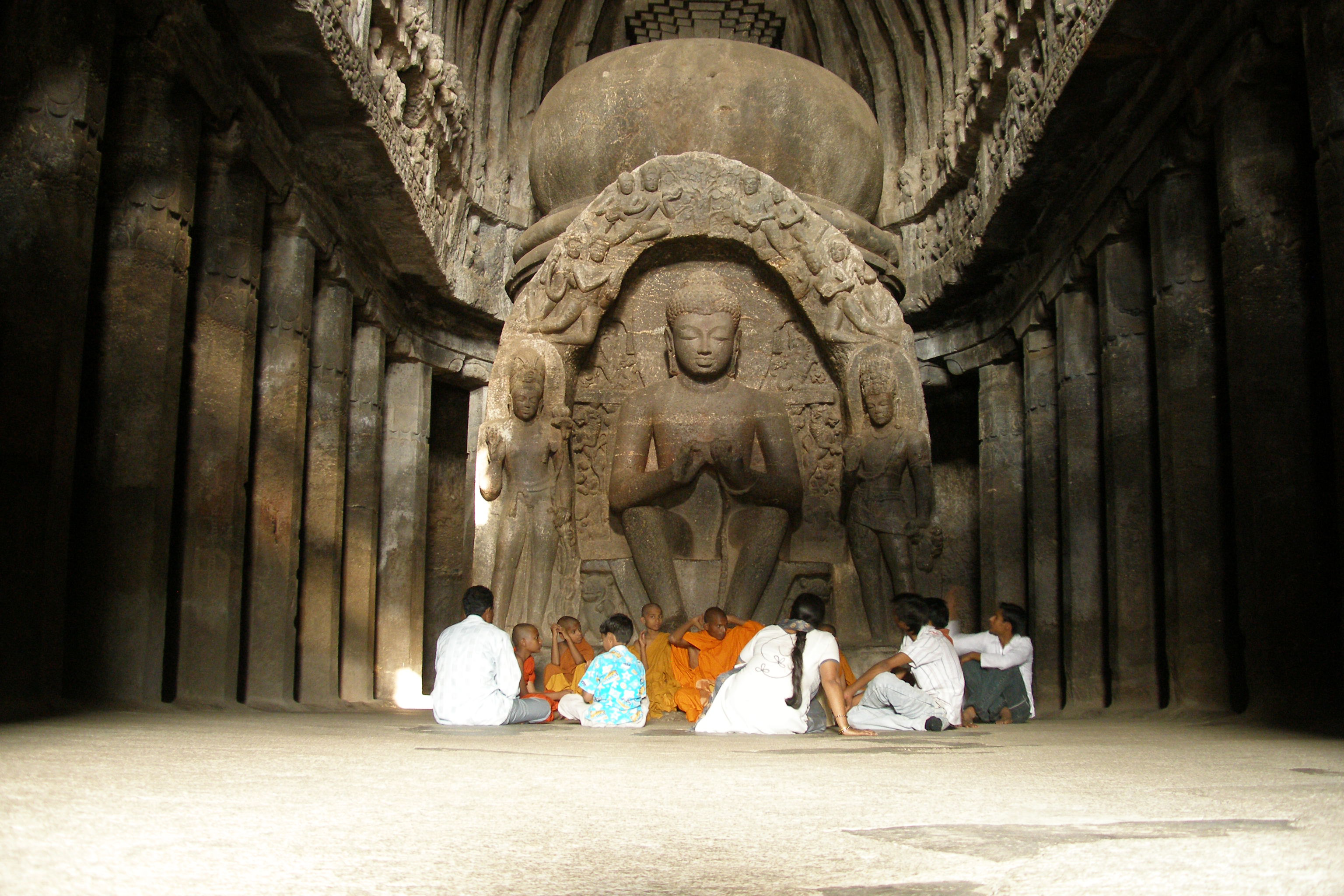
Ellora, Stupa und Buddha in Höhle 10
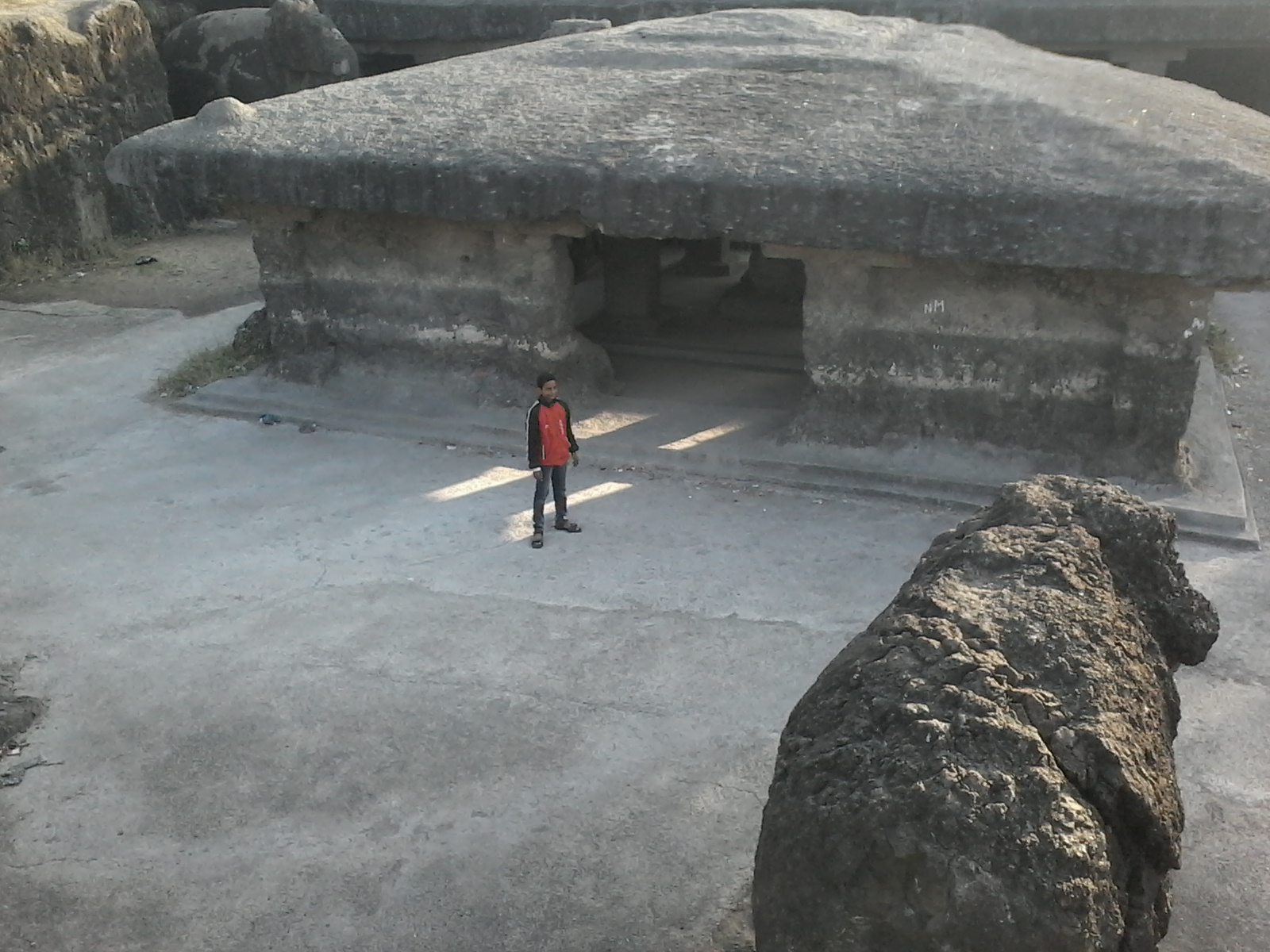
Ambajogai, Shivleni-Caves
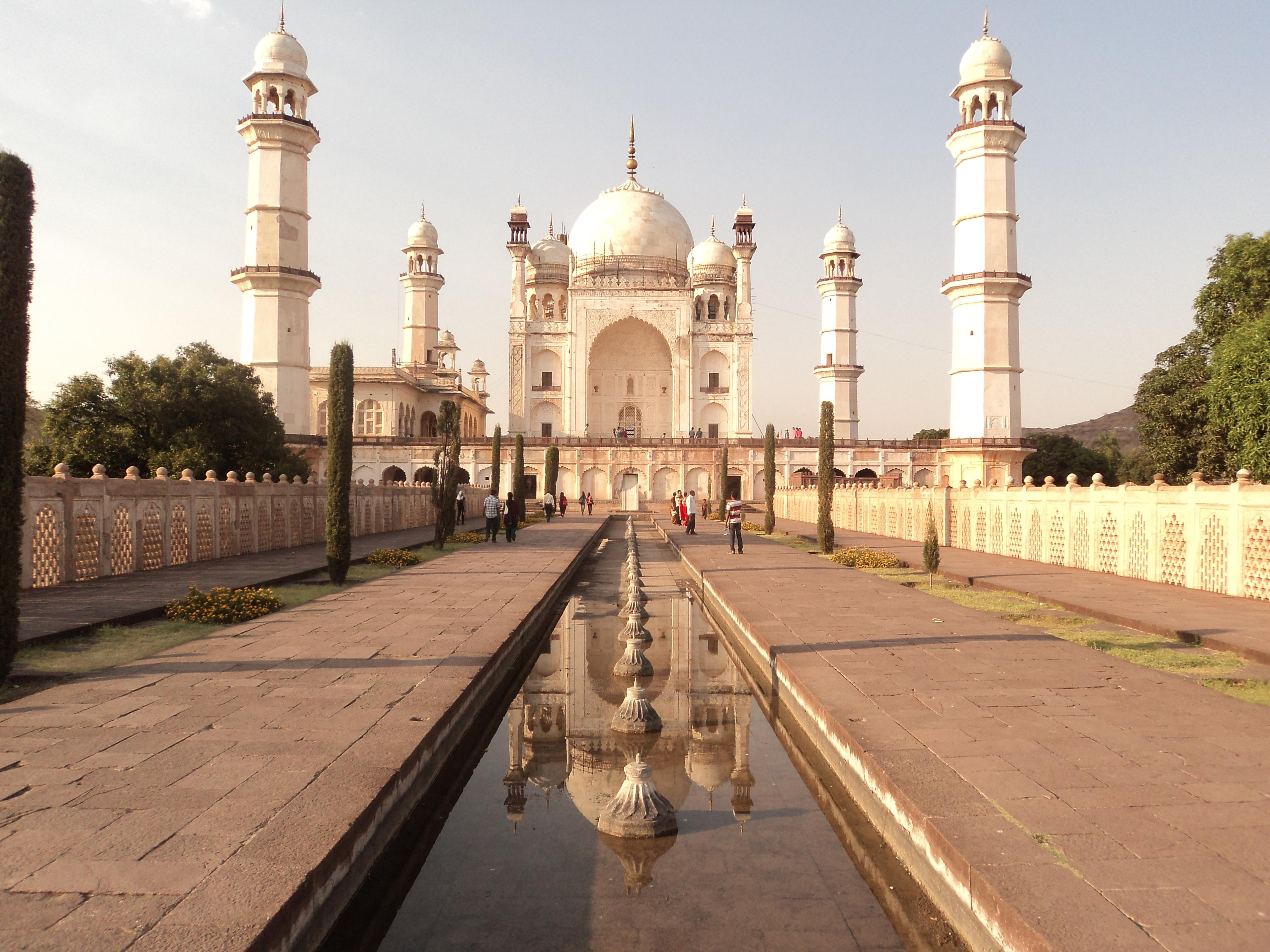
Aurangabad, Bibi-Ka-Maqbara
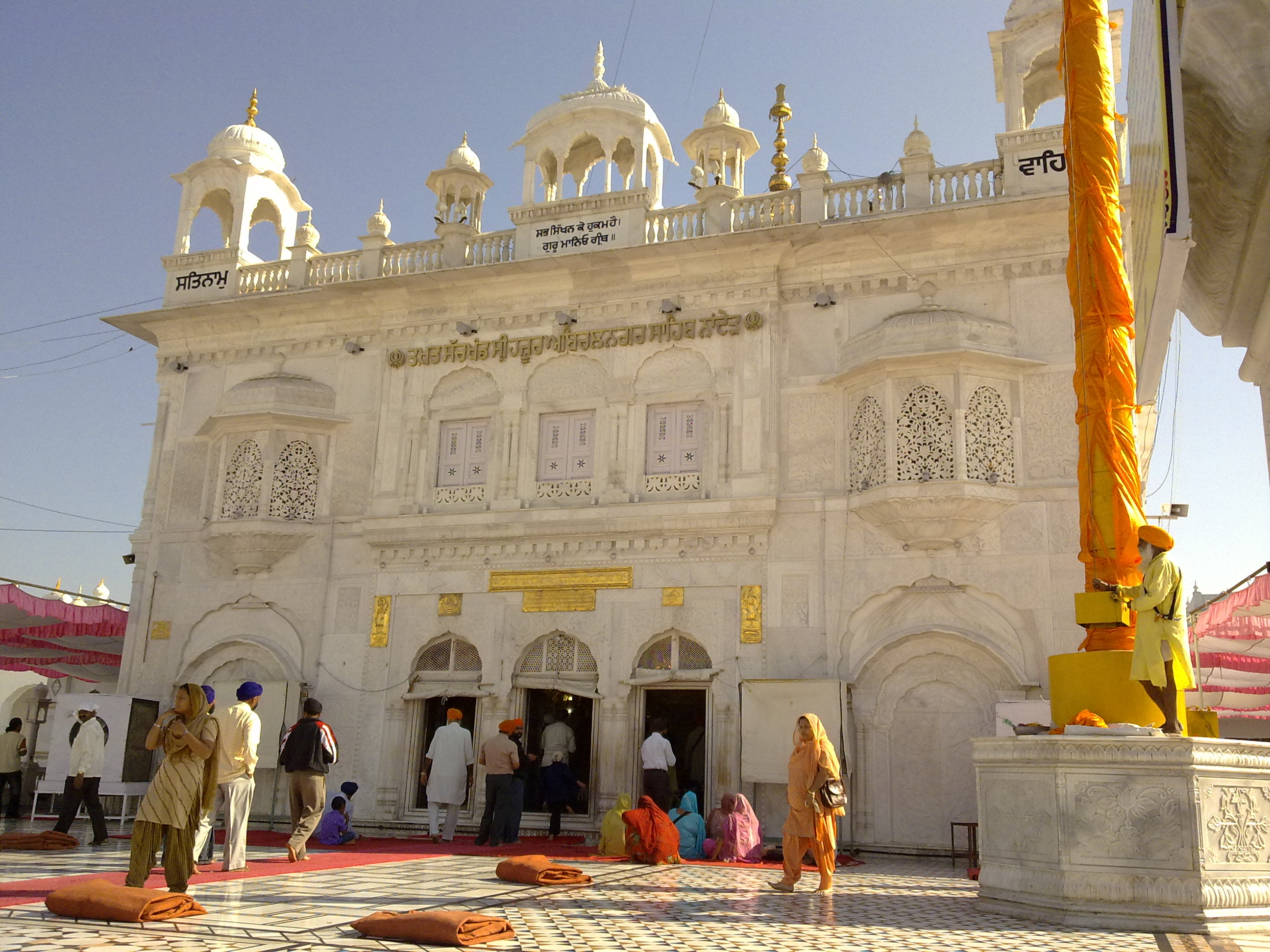
Nanded, Hazur-Sahib-Gurdwara
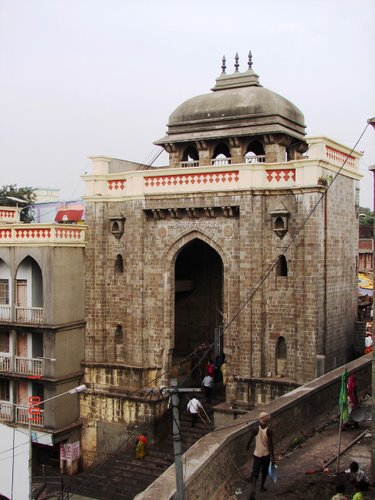
Tuljapur, Tulja Bhavani Temple
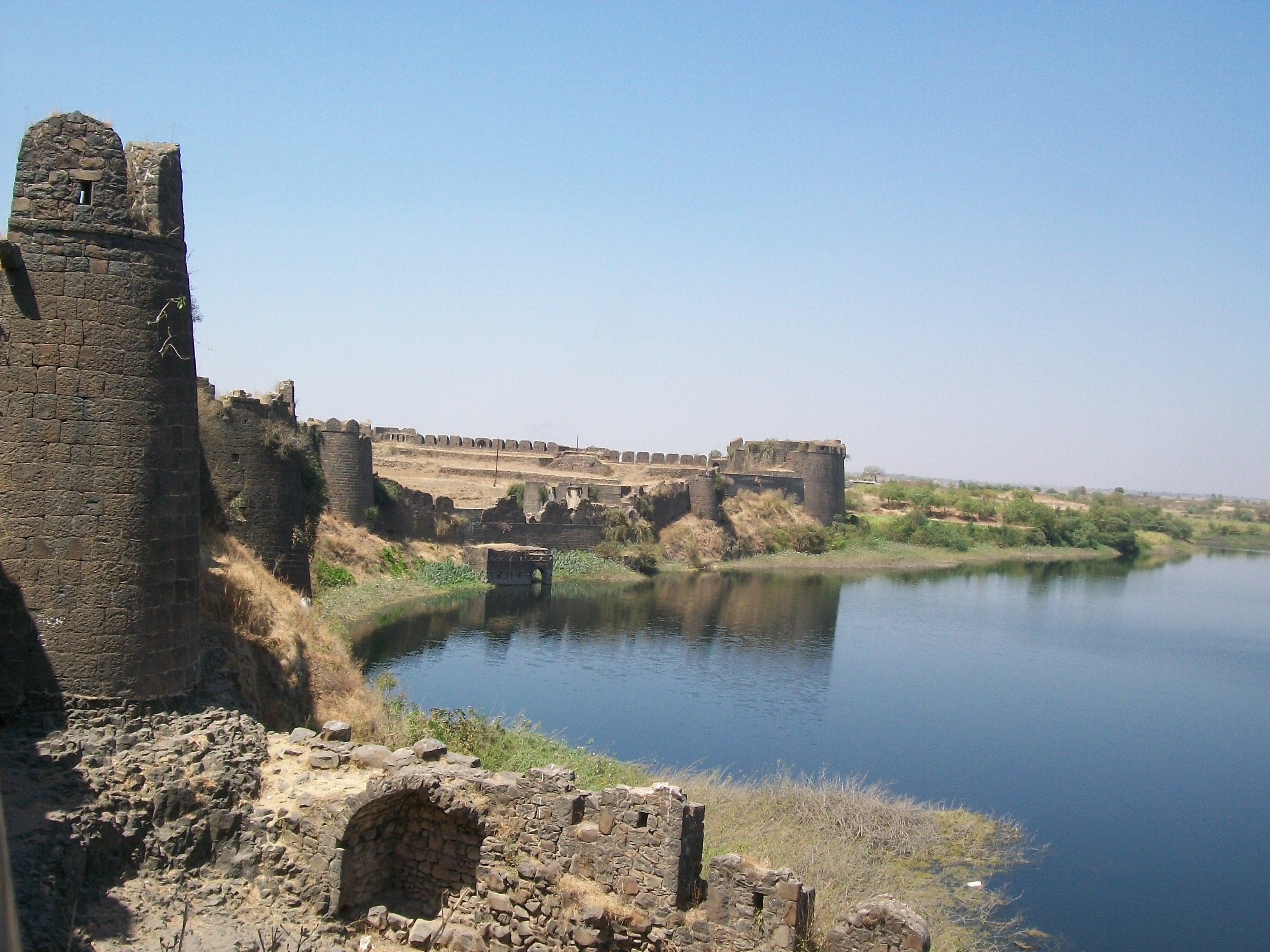
Naldurg-Fort